# توماس رابرت کیت
توماس رابرت کیت (انگلیسی: Tom Kitt؛ زادهٔ ۲۸ فوریهٔ ۱۹۷۴) آهنگساز، رسانا، ارکستراسیون، موسیقی‌دان اهل ایالات متحده آمریکا است.
از فیلم‌ها یا برنامه‌های تلویزیونی که وی در آن نقش داشته‌است می‌توان به تیک، تیک… بوم! اشاره کرد.
وی همچنین برندهٔ جوایزی همچون جایزه پولیتزر برای نمایش‌نامه شده‌است.